# Caín de Valdeón
Pour les articles homonymes, voir Cain (homonymie) et Valdeón.
Caín de Valdeón, plus connue comme Caín, est une bourgade appartenant à la commune de Posada de Valdeón, province de León, Communauté de Castille-et-Léon, en Espagne. En 2013 il comptait une population de 69 habitants. Il se trouve dans la Vallée de Valdeón à 460 mètres d'altitude dans les Pics d'Europe, et constitue le point de départ de nombreux sentiers de randonnée, le plus célèbre étant le sentier du Cares,,,,.     
Jusqu'aux années 1990, la bourgade était divisée en deux ensembles : Caín Haut et Caín Bas, distants de 150 m. En réalité, Caín Haut n'est actuellement pas habité.

## Points d'intérêt
Quelques-uns des lieux d'intérêt situés à proximité de la bourgade de Caín sont :
- La Chapelle de la Couronne, où selon la tradition a été couronné Pélage le Conquérant.
- Le Sentier du Cares, un sentier de 12 km le long de la rivière Cares et du canal d'alimentation de la centrale hydroélectrique de Camameña-Poncebos, doté de spectaculaires précipices
- Le Chorco des loups : ancien piège qui a été utilisé pendant des siècles pour chasser les loups.
- Mirador du Tombo, sur la route qui unit Caín et Posada de Valdeón.
- Les grandes montagnes calcaires qui entourent la localité, parmi lesquelles le Pic Robliza  qui atteint les 2 245 m de hauteur, et le Pic Jultayu avec 1 940 m.

## Personnalités
- Gregorio Pérez Demaría (es), originaire de Caín et connu comme « Le Cainejo ». Le 5 août 1904, accompagné par Pedro Pidal y Bernaldo de Quirós (es), Marquis de Villaviciosa des Asturies, il a effectué la première escalade du Naranjo de Bulnes.

## Galerie
L'image suivante donne une idée de l'extrême isolement de Caín de Valdéon au fond d'une vallée d'une profondeur de 2 200 m.

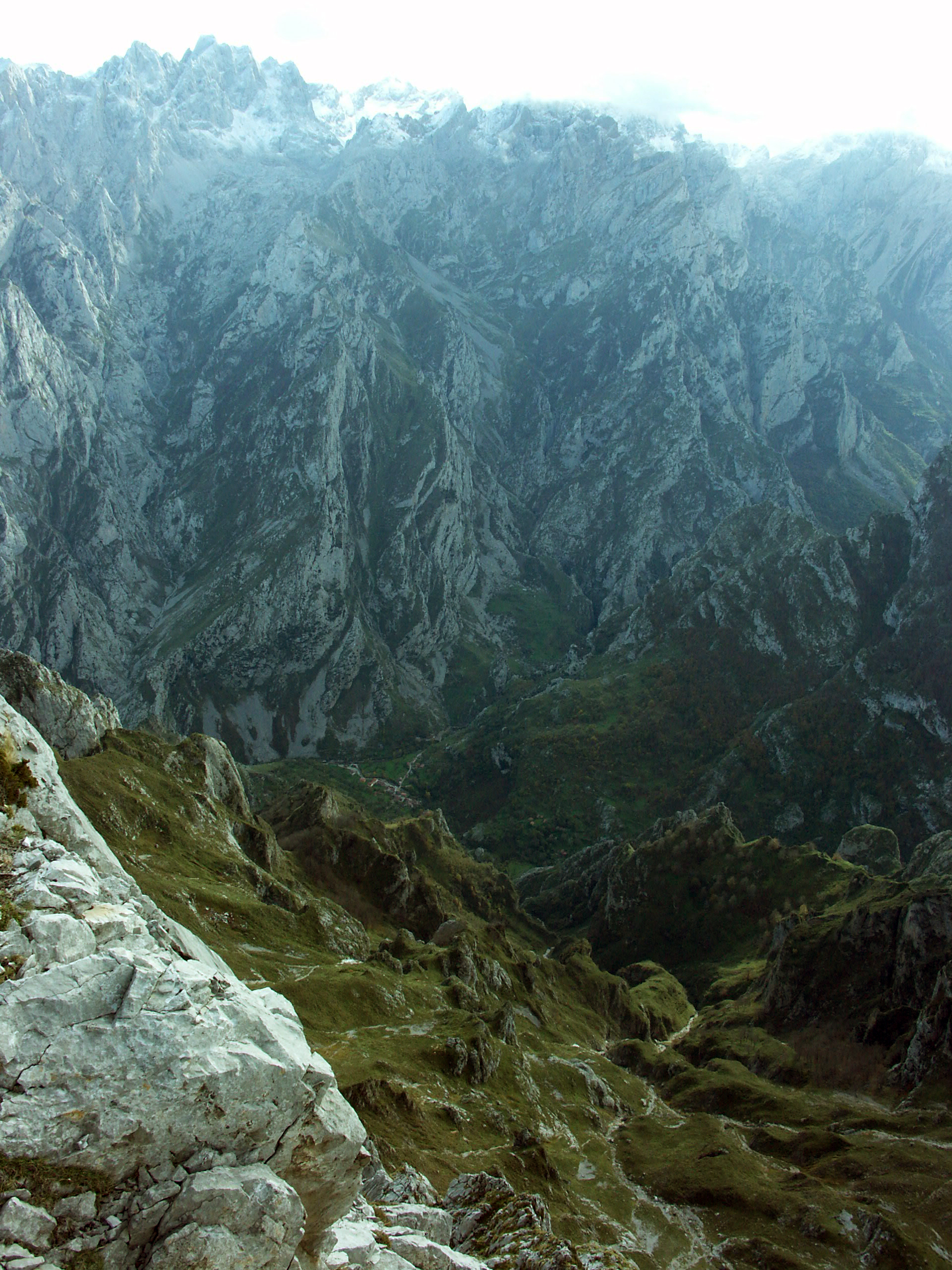
Vue de Caín, minuscule village au fond de la vallée du Cares, depuis El Cuvicente. Le plus haut sommet dominant Caín est le Torre de Cerredo.

## Géologie et spéléologie
Parmi la centaine de cavités naturelles souterraines dans le monde dont la profondeur atteint les 1 000 mètres, plus de vingt se trouvent en Espagne, dont de nombreuses dans les Pics d'Europe, qui sont parfois qualifiés de « Himalaya de la spéléologie ». 
La zone, qui possède environ 300 cavités, a commencé à faire l'objet de visites spéléologiques à partir des années 1970. Parmi les plus profondes connues à cette période, on peut citer : La Oliseda (806 mètres) de profondeur, La Horcadina (803 m), Los Mandriles (200 m) et El Sumidero (170 m). Ces cavités offrent peu de perspectives de nouvelles découvertes à cause de siphons peu accessibles ou de passages périlleux. 
Cependant, en 2002 et 2003, le GEM (Grupo Espeleológico Matallana) a pu explorer deux profonds réseaux : la Sima de la Cornisa et la Torca Magali, le premier d'une profondeur de 1 107 mètres et le second de 400 mètres. Les spéléologues ont alors découvert que le fond de Torca Magali débouche dans la Sima de la Cornisa, ce qui classe le système souterrain formé par ces deux réseaux parmi les plus profondes cavités d'Espagne et du monde. D'une profondeur totale de 1 507 mètres, ce système est classé en 2018 au 2e rang des cavités espagnoles les plus profondes après le Sistema del Cerro del Cuevón (es), ainsi qu'au 11e rang mondial. On y accède à 1 400 mètres au-dessus du village de Caín de Valdeón, ou par le Mirador del Cable, point d'arrivée du téléphérique de Fuente Dé (es), après deux kilomètres de marche. On suppose que ce réseau alimente une résurgence du Cares appelée Fuente de los Molinos (« Fontaine des Moulins ») près de Caín.